# Canton de Nesle
Le canton de Nesle est un ancien canton français situé dans le département de la Somme et la région Picardie.

## Géographie
Ce canton était organisé autour de Nesle dans l'arrondissement de Péronne. Son altitude variait de 47 m (Saint-Christ-Briost) à 104 m (Licourt) pour une altitude moyenne de 71 m.

## Administration
- De 1833 à 1848, les cantons de Ham et de Nesle avaient le même conseiller général. Le nombre de conseillers généraux était limité à 30 par département[1].

### Conseillers généraux de 1833 à 2015
| Période | Période          | Identité                         | Étiquette           | Qualité |
| ------- | ---------------- | -------------------------------- | ------------------- | --- |
| 1833    | 1848             | Edmond Hiver (fils)              |                     | Avocat, propriétaire, maire de Péronne Président du Conseil Général (1838-1840)                                                        |
| 1848    | 1861 (démission) | Hippolyte Enne                   |                     | Notaire, maire de Nesle |
| 1861    | 1867             | Alexandre Lenoir de Becquincourt |                     | Propriétaire à Nesle |
| 1867    | 1879 (démission) | Albert Lalouette                 |                     | Propriétaire, fabricant de sucre, Maire de Nesle                                                                                       |
| 1880    | 1889 (démission) | Jules Savary                     |                     | Ingénieur diplômé de l'École des arts industriels et des mines, distillateur, Maire de Nesle                                           |
| 1889    | 1892             | Louis Honoré                     | Droite              | Maire de Languevoisin |
| 1892    | 1928             | Hector Lamotte                   | Républicain         | Vétérinaire, maire de Nesle (1897-1912 et 1919-1925)                                                                                   |
| 1928    | 1934 (décès)     | René Vergelot                    | Républicain radical | Notaire, maire de Nesle (1912-1914 et 1925-1933), ancien conseiller d'arrondissement                                                   |
| 1934    | 1940             | René Le Roy                      | Rad.                | Agriculteur Maire de Pertain, conseiller d'arrondissement                                                                              |
|         |                  |                                  |                     | |
| 1945    | 1961             | Pierre Doutrellot                | SFIO                | Instituteur à Nesle, ancien conseiller d'arrondissement Député (1945-1958)                                                             |
| 1961    | 1967             | Jacques Gronnier (1925-1998)     | RI                  | Vétérinaire Maire de Nesle (1965-1971 et 1983-1989)                                                                                    |
| 1967    | 1973             | Jack Pinçonnet                   | SFIO puis PS        | Médecin Maire de Nesle (1971-1983 et 1989-1996)                                                                                        |
| 1973    | 1979             | Jacques Gronnier                 | DVD                 | Vétérinaire Maire de Nesle (1965-1971 et 1983-1989)                                                                                    |
| 1979    | 1985             | Jean Blas                        | PS                  | Professeur Adjoint au maire de Nesle (1977-1983)                                                                                       |
| 1985    | 1998 (décès)     | Jacques Gronnier                 | DVD                 | Maire de Nesle (1965-1971 et 1983-1989)                                                                                                |
| 1998    | 2015             | Paul Pilot                       | Apparenté PCF       | Agent de maîtrise retraité Maire de Nesle (1996-2014) Conseiller municipal d'opposition de 2014 à 2020 puis de la majorité depuis 2020 |

### Conseillers d'arrondissement (de 1833 à 1940)
| Période                                  | Période          | Identité                          | Étiquette           | Qualité |
| ---------------------------------------- | ---------------- | --------------------------------- | ------------------- | --- |
| 1833                                     | 1842 (décès)     | Jacques Auguste Gruet (1790-1842) |                     | Propriétaire cultivateur, maire de Bacquencourt, ancien conseiller général, maire d'Hombleux (1816-1842)    |
| 1842                                     | 1848             | M. Dersu                          |                     | Maire d'Épénancourt                                                                                         |
|                                          |                  |                                   |                     | |
| 1907                                     | 1914 (démission) | René Vergelot                     | Républicain radical | Notaire, maire de Nesle (1912-1914)                                                                         |
| 1914                                     | 1919             | siège vacant                      |                     | |
| 1919                                     | 1931             | Eugène Rouzé                      | RG                  | Agriculteur, maire de Languevoisin-Quiquery (1907-1935), Président du Conseil d'arrondissement              |
| 1931                                     | 1934             | René Le Roy (1876-1944)           | Radical             | Agriculteur, maire de Pertain (1919-1941)                                                                   |
| 1934                                     | 1936 (décès)     | Raoul Carlier (1876-1936)         | Radical             | Marchand de vins en gros, cultivateur, maire de Nesle (1933-1936)                                           |
| 1937                                     | 1940             | Pierre Doutrellot                 | SFIO                | Instituteur à Nesle                                                                                         |
| 1940                                     |                  |                                   |                     | Les conseils d'arrondissement ont été suspendus par la loi du 12 octobre 1940 et n'ont jamais été réactivés |
| Les données manquantes sont à compléter. |                  |                                   |                     | |

## Composition
Le canton de Nesle regroupait 21 communes et comptait 8 084 habitants (Source INSEE : recensement de 2008 sans doubles comptes).
| Communes              | Population (2012) | Code postal | Code Insee |
| --------------------- | ----------------- | ----------- | ---------- |
| Béthencourt-sur-Somme | 142               | 80190       | 80097      |
| Buverchy              | 40                | 80400       | 80158      |
| Cizancourt            | 42                | 80200       | 80197      |
| Épénancourt           | 102               | 80190       | 80272      |
| Falvy                 | 141               | 80190       | 80300      |
| Grécourt              | 24                | 80400       | 80389      |
| Hombleux              | 1031              | 80400       | 80442      |
| Languevoisin-Quiquery | 212               | 80190       | 80465      |
| Licourt               | 404               | 80320       | 80474      |
| Marchélepot           | 462               | 80200       | 80509      |
| Mesnil-Saint-Nicaise  | 545               | 80190       | 80542      |
| Misery                | 129               | 80320       | 80551      |
| Morchain              | 306               | 80190       | 80568      |
| Nesle                 | 2565              | 80190       | 80585      |
| Pargny                | 135               | 80190       | 80616      |
| Pertain               | 379               | 80320       | 80621      |
| Potte                 | 111               | 80190       | 80638      |
| Rouy-le-Grand         | 111               | 80190       | 80683      |
| Rouy-le-Petit         | 128               | 80190       | 80684      |
| Saint-Christ-Briost   | 459               | 80200       | 80701      |
| Voyennes              | 616               | 80400       | 80811      |

## Démographie
| 1962  | 1968  | 1975  | 1982  | 1990  | 1999  | 2010  |
| ----- | ----- | ----- | ----- | ----- | ----- | ----- |
| 7 104 | 7 488 | 7 742 | 7 943 | 7 899 | 7 546 | 8 098 |